# Onze-Lieve-Vrouw-Hemelvaartkerk (Bassevelde)

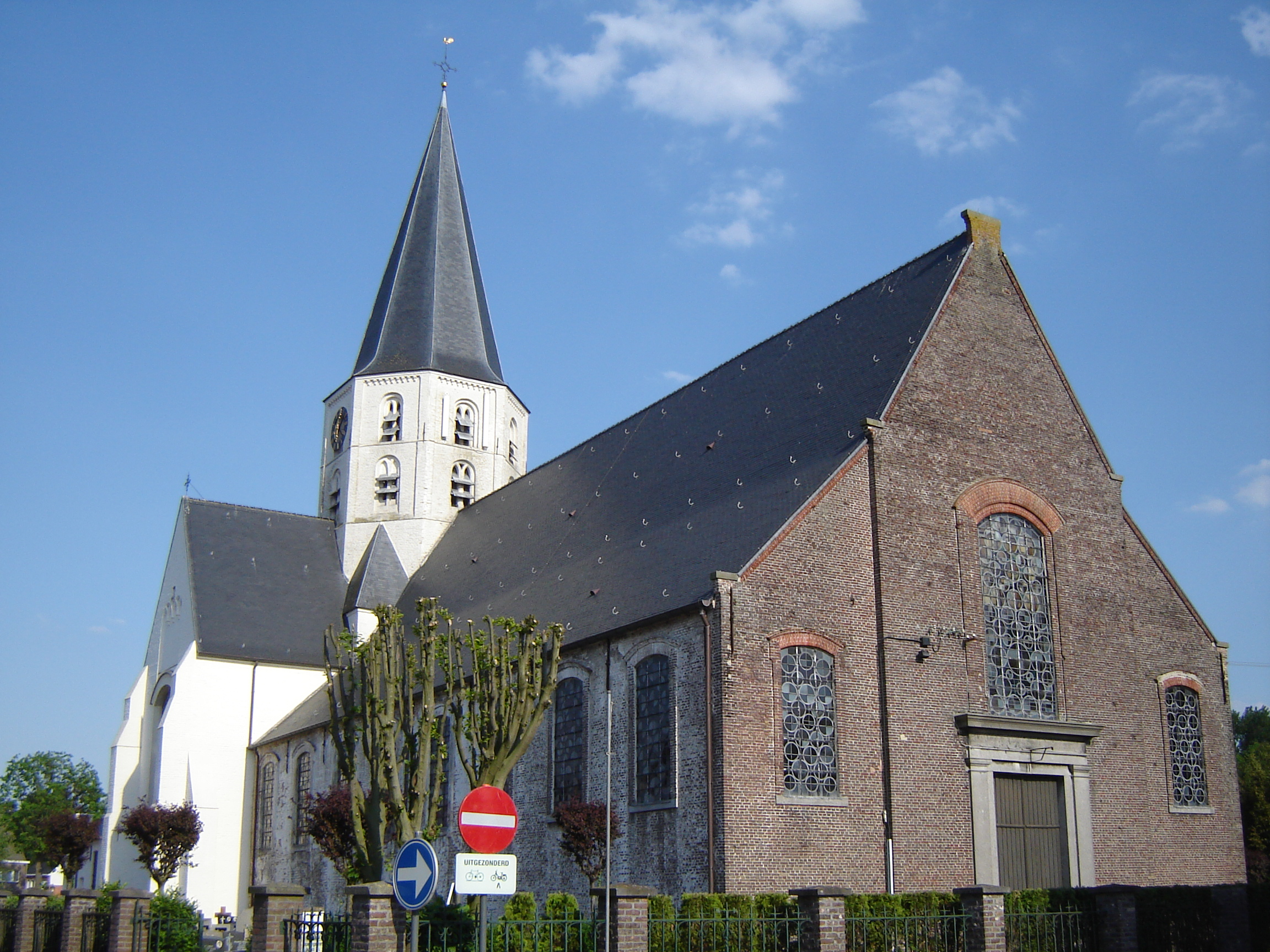
Onze-Lieve-Vrouw-Hemelvaartkerk

De Onze-Lieve-Vrouw-Hemelvaartkerk is de parochiekerk van de tot de Oost-Vlaamse gemeente Assenede behorende plaats Bassevelde, gelegen aan Dorp.

## Geschiedenis
In het tweede kwart van de 13e eeuw was er sprake van een parochie en in 1264 kwam de parochie aan het bisdom Doornik. Uit deze tijd stammen de viering met achtkante toren, het transept en de kern van een vijftal traveeën. Deze elementen zijn gebouwd in vroeggotische stijl.
In 1707 werd een nieuw koor opgericht en later werden de vensters in barokke stijl verbouwd. In 1841 werd de kerk met drie traveeën vergroot.

## Gebouw
Het betreft een driebeukige kruiskerk met vieringtoren en een driezijdig gesloten koor. De vieringtoren heeft een vierkante basis en een achtkante klokkengeleding.

## Interieur
Het interieur is voornamelijk 18e-eeuws. Een 17e-eeuws schilderij, naar Nicolas de Liemaeckere, stelt Onze-Lieve-Vrouw ten hemel opgenomen voor, siert het noordelijk zijaltaar. Het merendeel van het kerkmeubilair is 19e-eeuws.